# Даймонд-Сити (Арканзас)
Даймонд-Сити (англ. Diamond City, Arkansas) — город, расположенный в округе Бун (штат Арканзас, США) с населением в 730 человек по статистическим данным переписи 2000 года.

## География
По данным Бюро переписи населения США город Даймонд-Сити имеет общую площадь в 6,99 квадратных километров, водных ресурсов в черте населённого пункта не имеется.
Город Даймонд-Сити расположен на высоте 245 метров над уровнем моря.

## Демография
По данным переписи населения 2000 года в Даймонд-Сити проживало 730 человек, 235 семей, насчитывалось 346 домашних хозяйств и 547 жилых домов. Средняя плотность населения составляла около 106 человек на один квадратный километр. Расовый состав Даймонд-Сити по данным переписи распределился следующим образом: 96,71 % белых, 0,55 % — коренных американцев, 2,74 % — представителей смешанных рас.
Испаноговорящие составили 1,37 % от всех жителей города.
Из 346 домашних хозяйств в 13,9 % — воспитывали детей в возрасте до 18 лет, 63,3 % представляли собой совместно проживающие супружеские пары, в 3,8 % семей женщины проживали без мужей, 31,8 % не имели семей. 28,9 % от общего числа семей на момент переписи жили самостоятельно, при этом 17,1 % составили одинокие пожилые люди в возрасте 65 лет и старше. Средний размер домашнего хозяйства составил 2,11 человек, а средний размер семьи — 2,55 человек.
Население города по возрастному диапазону по данным переписи 2000 года распределилось следующим образом: 15,3 % — жители младше 18 лет, 4,0 % — между 18 и 24 годами, 19,2 % — от 25 до 44 лет, 32,2 % — от 45 до 64 лет и 29,3 % — в возрасте 65 лет и старше. Средний возраст жителей составил 54 года. На каждые 100 женщин в Даймонд-Сити приходилось 101,7 мужчин, при этом на каждые сто женщин 18 лет и старше приходилось 100,6 мужчин также старше 18 лет.
Средний доход на одно домашнее хозяйство в городе составил 23 704 доллара США, а средний доход на одну семью — 27 946 долларов. При этом мужчины имели средний доход в 24 659 долларов США в год против 17 708 долларов среднегодового дохода у женщин. Доход на душу населения в городе составил 13 968 долларов в год. 16,2 % от всего числа семей в округе и 18,8 % от всей численности населения находилось на момент переписи населения за чертой бедности, при этом 35,0 % из них были моложе 18 лет и 7,2 % — в возрасте 65 лет и старше.